# Cicognolo
Cicognolo ist eine norditalienische Gemeinde (comune) mit 916 Einwohnern (Stand 31. Dezember 2023) in der Provinz Cremona in der Lombardei. Die Gemeinde liegt etwa 13,5 Kilometer ostnordöstlich von Cremona.

## Verkehr
Durch die Gemeinde führt die frühere Strada Statale 10 Padana Inferiore (heute eine Provinzstraße) von Turin nach Monselice.